# Església parroquial de Sant Miquel (Aín)
L'Església Parroquial de Sant Miquel d'Aín, és un lloc de culte catòlic, datat del segle xviii, catalogat com Bé de Rellevància Local de tipologia edifici religiós-església.
L'església se situa al mig del poble, a la Plaça Pintor Gimeno Baró al cim del monticle en el qual se troba Aín.

## Descripció
L'actual temple s'eleva en el mateix lloc on es trobava l'antiga mesquita d'època àrab, i al seu voltant es va expandir la resta de la població. Es tracta d'un senzill edifici de nau única i capelles laterals, amb columnes corínties i coberta interior en forma de volta de canó. La façana està emblanquinada. Hi destaca el retaule ceràmic de sant Ambròs que es pot contemplar en el frontis de l'església, dins d'un nínxol superficial, situat i uns cinc metres sobre la llinda de la porta d'accés al temple.
També destaca la torre campanar fabricada amb blocs de carreus. A l'interior cal destacar el llenç de Sant Ambròs del segle xix.